# Hohan Sōken
Pour les articles homonymes, voir Sōken.
 (mai 2022).
Si vous disposez d'ouvrages ou d'articles de référence ou si vous connaissez des sites web de qualité traitant du thème abordé ici, merci de compléter l'article en donnant les références utiles à sa vérifiabilité et en les liant à la section « Notes et références ».
Hohan Sōken (1889 - 1982) Grand Maître de karaté Shorin-ryū d'Okinawa.
Hohan Sōken fut le fondateur de l'école Matsumura Seito de Shorin-ryū dit orthodoxe. 
Il a commencé l'entraînement à l'âge de 13 ans, sous la tutelle de son oncle, Nabe Matsumura, qui était le petit-fils de Sokon Matsumura. Il fut d'ailleurs son seul et unique élève. Au bout de 10 ans de pratique assidue des bases, il fut autorisé à apprendre les techniques du style de la "Grue Blanche" et son kata: Hakusturu. 
Il avait l'habitude de dire que les techniques de karaté et des kobudo que lui avait enseignées Nabe Matsumura, étaient, sans aucune modification, celles qui étaient pratiquées un siècle plus tôt par leurs ancêtres. 
En 1924, il émigra en Argentine, où il vécut 21 ans, avant de revenir à Okinawa. 
Rentré au pays, il accepta petit à petit d'enseigner à son tour. Il cessa d'enseigner en 1978.
Il fut pendant longtemps l'ainé des "Grands Maîtres" vivant de karaté en activité.